# Rudolf Lehmann (Ethnologe)
Rudolf Friedrich Lehmann (* 13. April 1887 in Dresden; † 12. Juni 1969 in München) war ein deutscher Ethnologe und Religionswissenschaftler.

## Leben und Wirken
Lehmann war der Sohn des Kaufmanns Karl Johannes Lehmann und dessen Ehefrau Margarete Auguste Anders. Nach seiner Schulzeit begann Lehmann 1907 an der Universität Leipzig Philosophie und Theologie und konnte 1911 mit erfolgreichem erstem theologischem Examen dieses abschließen. Seine erste Anstellung bekam Lehmann als Gymnasialvikar und blieb dies bis 1939.
Parallel zu seinen Aufgaben als Dozent studierte Lehmann an der Universität Leipzig Geschichte, orientalische Sprachen, Pädagogik, Philosophie, Religionswissenschaften und Völkerkunde. 1913 bestand Lehmann sein zweites theologisches Examen und zehn Jahre später das Staatsexamen für den höheren Schuldienst.
1915 promovierte Lehmann in Leipzig und 1930 konnte er sich dort mit einer Untersuchung über Tabusitten habilitieren. Nach der Machtübergabe unterschrieb Lehmann zum 11. November 1933 das Bekenntnis der Professoren an den deutschen Universitäten und Hochschulen zu Adolf Hitler und dem nationalsozialistischen Staat.
Anschließend unternahm er eine Forschungsreise durch Tansania um die Einwohner im Südwesten des Landes zu erforschen. Lehmann wurde mit seiner Gruppe vom Zweiten Weltkrieg überrascht und in Südafrika interniert. Ab 1941 betraute man ihn dort mit einem Lehrauftrag an der Universität in Witwatersrand. Zwischen 1946 und 1950 wirkte Lehmann als Assistant ethnologist in Südwest-Afrika und war als solcher maßgeblich am Ethographic Survey von Südwest-Afrika beteiligt.
1921 hatte Lehmann in Leipzig Hildegard Ellrich geheiratet und hatte mit ihr eine Tochter.
1947 war Lehmann zum außerordentlichen Professor für Völkerkunde ernannt worden und 1950 nahm er einen Ruf an das Institut für Völkerkunde an der Universität Potchefstroom an. 1957 kehrte Lehmann nach Deutschland zurück und hatte in den Jahren 1958 bis 1962 einen Lehrauftrag an der Ludwig-Maximilians-Universität München. Anschließend zog er sich aus der Lehre zurück und widmete sich nur noch der Forschung. Im Alter von 82 Jahren starb Prof. Dr. Rudolf Lehmann am 12. Juni 1969.

## Werke (Auswahl)
- Mana, der Begriff des „außerordentlich Wirkungsvollen“ bei Südsee-Völkern. 1922 (Veröffentlichungen des Staatlich-Sächsischen Forschungsinstitutes für Völkerkunde in Leipzig. Reihe 1: Ethnographie und Ethnologie. Bd. 2) Digitalisat
- Die polynesischen Tabusitten. Eine ethnosoziologische und religionswissenschaftliche Untersuchung. 1930 (Veröffentlichungen des Staatlich-Sächsischen Forschungsinstitutes für Völkerkunde in Leipzig. Reihe 1: Ethnographie und Ethnologie. Bd. 10)